# Pačlavice
Pačlavice jsou obec ve Zlínském kraji, 17 km jihozápadně od Kroměříže. Žije zde 864 obyvatel.

## Historie
Ves, doložená poprvé k roku 1131 (Pacezlauicih, „v Pačeslavicích“), byla 26. února 1538 povýšena králem Ferdinandem I. na žádost Viléma Prusinovského z Víckova na městečko. Zároveň mu byl dán znak. V nové době se městečko znaku vzdalo a na razítku mělo obraz Madony (počátek 20. století) a po roce 1918 bylo dokonce razítko bez znamení. Přesto znakem Pačlavic zůstává nadále znak podle privilegia z roku 1538, dvě plužní krojidla v červeném poli.
V roce 1841 věnovala hraběnka Ernestina z Arenbergu panství Pačlavice Kongregaci Milosrdných sester svatého Vincence de Paul.
K roku 1848 panství Pačlavice, kraj Hradišťský. V latinských textech Paceslawici; v německých Patzeslawitz.

## Obyvatelstvo

### Struktura
Vývoj počtu obyvatel za celou obec i za jeho jednotlivé části uvádí tabulka níže, ve které se zobrazuje i příslušnost jednotlivých částí k obci či následné odtržení.
| Místní části   | Místní části   | 1869 | 1880 | 1890 | 1900 | 1910 | 1921 | 1930 | 1950 | 1961 | 1970 | 1980 | 1991 | 2001 | 2011 |
| -------------- | -------------- | ---- | ---- | ---- | ---- | ---- | ---- | ---- | ---- | ---- | ---- | ---- | ---- | ---- | ---- |
| Počet obyvatel | část Pačlavice | 1435 | 1506 | 1633 | 1667 | 1645 | 1713 | 1644 | 1344 | 1450 | 1286 | 1132 | 1000 | 878  | 836  |
| Počet domů     | část Pačlavice | 240  | 263  | 302  | 315  | 326  | 339  | 382  | 405  | 372  | 339  | 318  | 317  | 349  | 371  |

## Pamětihodnosti
- Kostel svatého Martina
- Zámek Pačlavice
- Klášter Pačlavice
- Socha Panny Marie
- Socha svatého Jana Nepomuckého
- Několik křížů

## Galerie

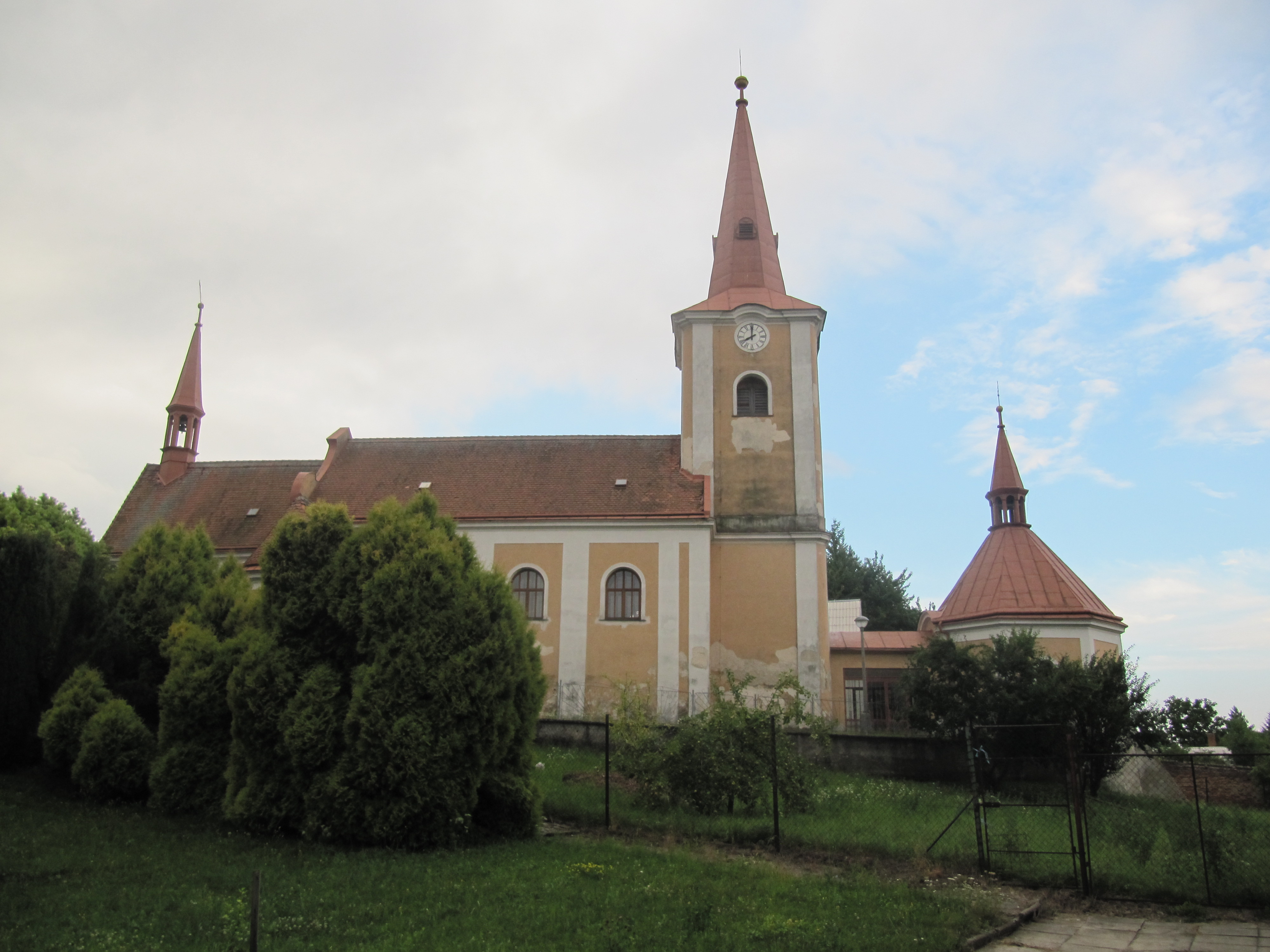
Kostel sv. Martina
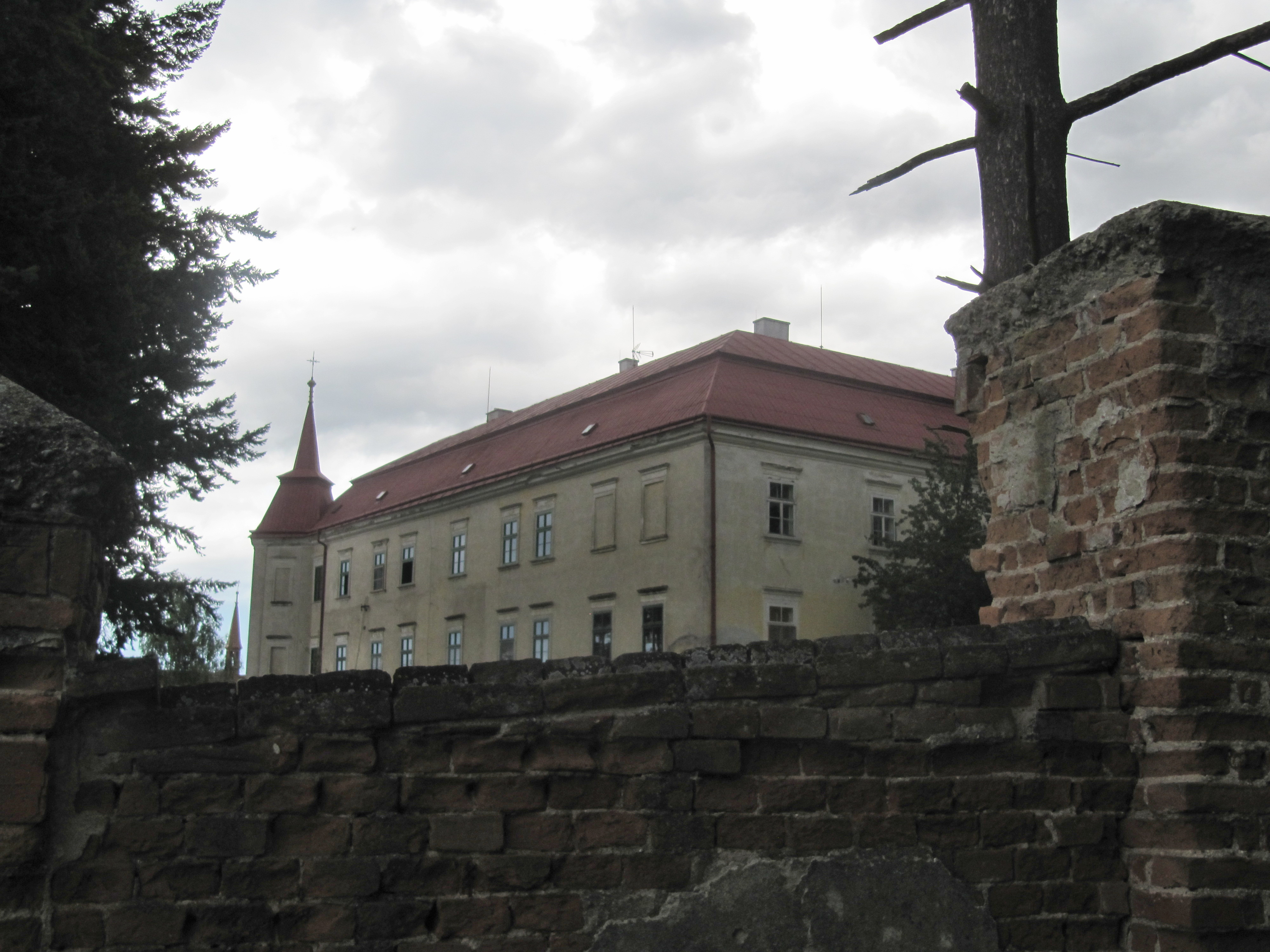
Zámek
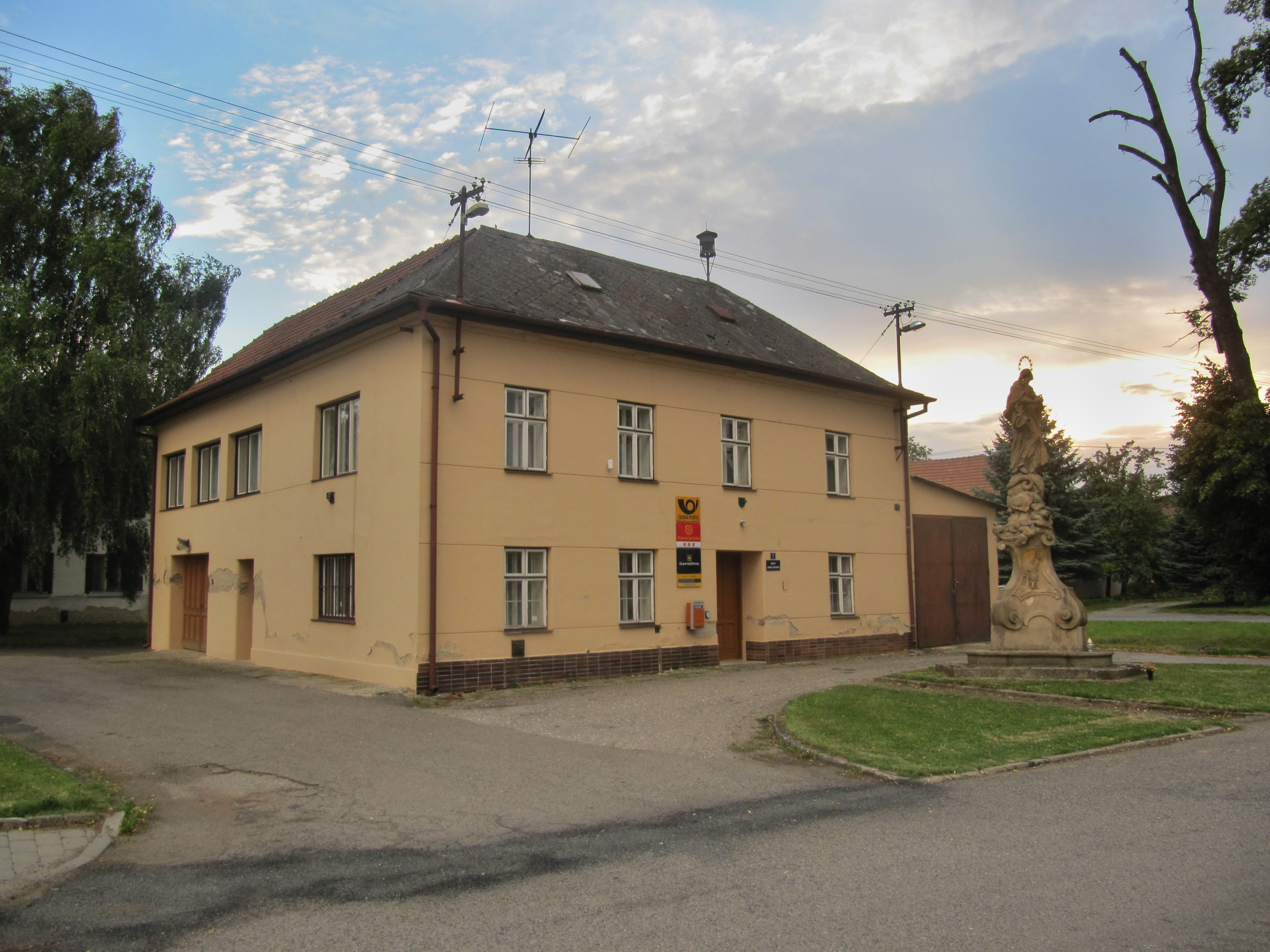
Pošta a socha Immaculaty
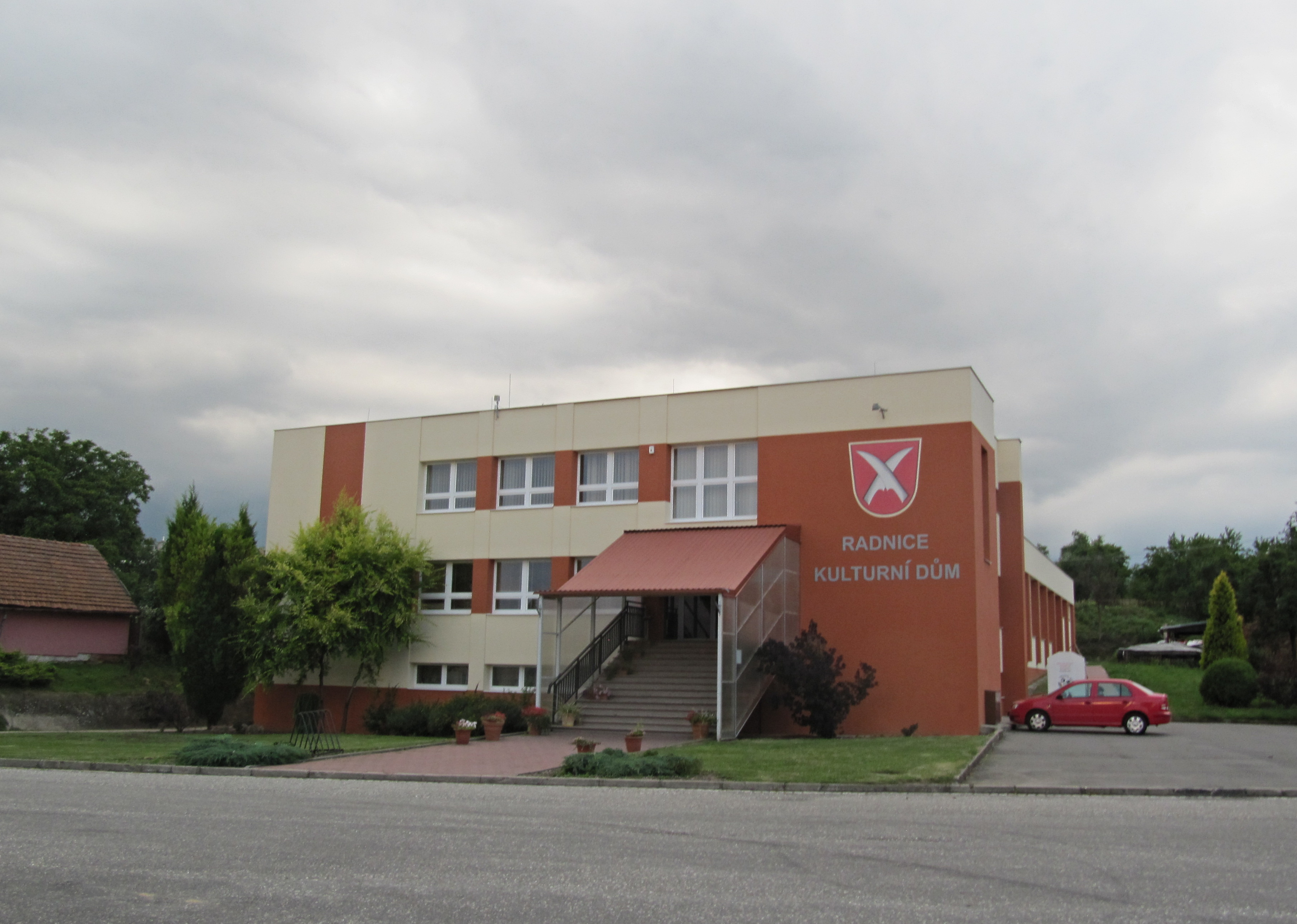
Obecní úřad

## Významní rodáci
- Matyáš František Chorinský z Ledské (1720–1786), první brněnský biskup
- Eduard Vodnařík (1837–1917), autor první české mluvnice maďarštiny
- Ota Kříž (1845–1874), polárník
- Rudolf Obruča (1874–1941), hudebník
- MUDr. Antonín Hanák (1889–1935), děkan lékařské fakulty pražské Karlovy univerzity a přednosta fyziologického ústavu
- Aloys Skoumal (1904–1988), překladatel, anglista

## Místní části
(Údaje z roku 2001)
- Lhota (89 domů, 220 obyvatel)
- Pačlavice (149 domů, 443 obyvatel)
- Pornice (114 domů, 215 obyvatel)